# جون نوكس (عالم أرصاد)
جون نوكس (بالإنجليزية: John Knox)‏ هو عالم أرصاد أمريكي، ولد في 2 مارس 1965.